# Ontsluiting (scheikunde)
Ontsluiting is de term die in de chemie wordt gebruikt voor het geschikt maken van een monster voor analyse. Hoewel er ten gevolge van de verschillen in monsters en analysetechnieken een grote verscheidenheid aan ontsluitingsmethoden ontwikkeld is, hebben de methoden de volgende kenmerken gemeenschappelijk:
- de ontsluiting leidt tot een oplossing met de te bepalen stof
- de relatie tussen de hoeveelheid monster en de uiteindelijke hoeveelheid oplossing is nauwkeurig bekend.
- tijdens het ontsluitingsproces gaat niet een deel van de te bepalen stof verloren
- tijdens het ontsluitingsproces wordt gezorgd dat het monster niet verontreinigd wordt met te bepalen stof die van elders afkomstig is.